# Edith Klestil
Edith-Maria Klestil (* 13. November 1932 in Wien; † 29. März 2011 ebenda), geborene Wielander, war die ehemalige Gattin des österreichischen Diplomaten und Politikers Thomas Klestil.
Edith-Maria wuchs als einziges Kind des Postbeamten Leopold Wielander und seiner Frau Rosalia Wielander im 3. Wiener Gemeindebezirk, Landstraße, auf. Die elterliche Wohnung befand sich 1932 und 1938 an der Adresse 3., Paulusplatz 9, im Bezirksteil Erdberg (Wien), unweit des heute nicht mehr bestehenden Schlachthofes St. Marx. (Auch Thomas Klestil wuchs in Erdberg auf; er besuchte das Gymnasium in der Hagenmüllergasse.)
Leopold Wielander wurde am 25. Oktober 1896 geboren und starb im Alter von 54 Jahren im März 1951. Rosalia Wielander wurde um 1896 geboren und starb im April 1985 im Alter von 89 Jahren. Beider Grab, in dem auch Edith-Maria Klestil bestattet wurde, befindet sich im Wiener Zentralfriedhof (Gruppe 153, Reihe 28, Nummer 38).
1949, im Alter von 17 Jahren, lernte sie den gleichaltrigen Thomas Klestil kennen. Sie war mit ihm vom 8. Juni 1957 bis September 1998 verheiratet.
Ihr erlernter Beruf war Damenmoden-Direktrice. Sie hatte mit Thomas Klestil zwei Söhne und eine Tochter.
1992 wurde Thomas Klestil zum Bundespräsidenten gewählt; Edith Klestil war im Wahlkampf mit ihm tätig.
Im Jänner 1994 trennte sich Edith von ihrem Mann, als sie dessen Affäre mit Margot Löffler nicht länger hinnehmen wollte. Bei der Scheidung im September 1998 wurde vereinbart, dass Edith Klestil das Mietrecht einer Wohnung an der Wiener Landesgerichtsstraße erhält.
Die Trennung des Ehepaars Klestil führte zur weiteren  Entfremdung des Bundespräsidenten vom konservativen Lager Österreichs, das ihn 1992 zur Wahl aufstellte. Edith Klestil erhielt hingegen zahlreiche Sympathiebekundungen.
Als Thomas Klestil 2004 im Amt verstarb, nahmen Edith Klestil und ihre Kinder an der Trauerfeier im Stephansdom in Wien teil.
Edith Klestil starb im März 2011 im Alter von 78 Jahren.